# Need for Speed: The Run
Need for Speed: The Run è un videogioco di corse automobilistiche della serie Need for Speed, sviluppato da EA Black Box e pubblicato da Electronic Arts dal 15 novembre 2011.
Primo videogioco della serie dove il videogiocatore non è più il protagonista in prima persona, ma propone un modello narrativo in terza persona, con un protagonista di nome Jack Rourke, permette anche di uscire dalla vettura in certe occasioni, e compiere azioni importanti per la trama del gioco.

## Demo
Nella prima demo mostrata all'E3 viene giocato l'evento "Morte dall'alto" ambientato a Chicago che inizia con una gara clandestina a bordo di una Shelby Mustang GT500. Poco dopo un'auto impatta con quella del protagonista che è costretto a uscire dal veicolo e, inseguito dalla polizia entra in un parcheggio, raggiunge il tetto e, con un elicottero alle spalle, comincia a saltare da un palazzo all'altro fino a raggiungere un vicolo dove, dopo aver messo K.O. un poliziotto, ruba l'auto della polizia e tenta di fuggire dalla città, sempre con l'elicottero alle spalle. A fine livello Jack perde il controllo dell'auto, dopo che l'elicottero gli fa schiantare un'autobotte davanti, e finisce ribaltato su una ferrovia con un treno in arrivo. A questo punto tenta in tutti i modi di uscire dall'auto ma un attimo prima che il treno lo colpisse riesce a sfondare un vetro e a salvarsi. Altri video riguardanti il gioco mostrano inoltre scene di gara che vedono protagoniste auto come una BMW M3 E92 e una Audi R8 in fuga da una valanga. Anche in questo caso, il protagonista (a bordo di una BMW) riesce a fuggire un attimo prima che la sua auto venga travolta dalla neve.

## Trama
All'inizio del gioco si viene introdotti al protagonista, Jack Rourke, che si trova semi-svenuto all'interno di una Porsche Carrera con le mani legate al volante. Jack sta per essere ucciso nella vettura destinata alla pressa idraulica di uno sfasciacarrozze, quando riesce a liberarsi, a saltar fuori dall'abitacolo e a uscire dalla pressa. Dopo essere scivolato silenziosamente in un punto nascosto, ruba un'Audi RS4 e, in seguito a un concitato inseguimento con la mafia, riesce ad attraversare un passaggio a livello un attimo prima di essere investito da un treno in corsa, seminando gli inseguitori.
Dopo l'inseguimento, Jack si ritrova in un bar a incontrare un'amica di lunga data, Sam Harper, che gli propone di gareggiare in una folle corsa automobilistica clandestina (denominata The Run), che attraversa gli Stati Uniti da San Francisco fino a New York, ed a cui partecipano oltre duecento piloti. Il premio prevede 25 milioni di dollari per il vincitore e a Jack viene offerta la possibilità di avere una quota del 10% sulla vincita totale. Lui accetta e comincia la sua folle corsa verso New York, in una gara dove l'unica regola è vincere con ogni mezzo possibile. Durante il percorso Jack ha subito non pochi imprevisti infatti ha subito per poco un arresto, è stato quasi morso da un cane a Las Vegas, è stato quasi travolto da una valanga, per poco stava per saltare in aria in un'auto nella raffica di proiettili della mafia a Chicago e a Cleveland, è stato quasi ucciso da un proiettile, da un treno della Metro di New York e infine ha quasi subito un incidente. Quando Jack giunge a New York, Jack sfida il nipote del Boss della mafia Marcus Blackwell in un ulteriore confronto tra le strade e i vicoli di New York e alla fine vince mentre Blackwell rimane ucciso. Nel video finale Sam propone di alzare la posta raddoppiando il premio. Dopo che Blackwell è finito all'inferno, Jack vive felicemente la sua vita girando liberamente per il mondo.

## Curiosità
- Need for Speed: The Run è il primo NFS commerciale – già in Need for Speed: World era possibile uscire per scattare delle fotografie.
- Nel mese di aprile 2012 è stata annunciata la produzione di una pellicola cinematografica direttamente ispirata alla trama del videogioco.[6]
- Jack Rourke è ispirato fisicamente[senza fonte] e doppiato dall'attore americano Sean Faris protagonista del film Never Back Down - Mai arrendersi.

## Accoglienza
| Testata        | Versione     | Giudizio |
| -------------- | ------------ | -------- |
| Multiplayer.it | PC           | 78/100   |
| SpazioGames    | PC           | 75/100   |
| XGN            | PlayStation3 | 80/100   |
| Extreme Gamers | PlayStation3 | 77/100   |
| Destructoid    | Xbox 360     | 85/100   |
| Everyeye.it    | Xbox 360     | 78/100   |
| SpazioGames    | N. 3DS       | 65/100   |